# Legio IIII Italica
La Legio IV Italica ("dell'Italia") fu un'antica legione romana, formata dall'imperatore Alessandro Severo ed ancora esistente all'inizio del V secolo.

## Storia
La Legio IV Italica fu formata sotto Alessandro Severo nel 231 con elementi italici e della Pannonia, con la possibilità di essere impiegata fin dall'inizio nelle campagne contro i Sasanidi del 231-232. Il suo primo comandante fu Massimino il Trace, il futuro imperatore.
Partecipò a tutte le campagne danubiane di Massimino dal 235 al 238, e tra le sue file furono reclutati nuovi soldati legionari per compensare alle perdite subite durante queste lunghe guerre.
Tornò in Oriente a combattere contro i Sasanidi sotto l'imperatore Gordiano III negli anni 242-244, sotto il prefetto Serapamone, ed il suo accampamento fu stabilito probabilmente in Mesopotamia. In seguito potrebbe essere stato posizionata nella provincia gallica Maxima Sequanorum sotto Diocleziano.
È nota grazie anche alla Notitia dignitatum (Orientis VII.18; VII.54), dove è attestata sotto il comando del magister militum per Orientem come legione pseudocomitatense. Probabilmente fu costituita come legione di guardia alla frontiera, per poi entrare a far parte del comitatus d'Oriente.
Potrebbe essere sopravvissuta fino alla riforma di Giustiniano del 545.

### Fonti primarie
- Erodiano, Storia dell'Impero dopo Marco Aurelio, VI.
- Historia Augusta, I due Massimini.
- Notitia dignitatum, Orientis.

### Fonti secondarie
- C.Diehl, Justinienne et la civilisation byzantine au VI siècle, vol.I, New York 1901.
- (ES) Julio Rodriguez Gonzalez, Historia de las legiones Romanas, Madrid, 2003.
- J.Kromayer e G.Veith, Heerwessen und kriegfuhrung die griechen und romer, Monaco 1928.
- E.Luttwak, La grande strategia dell'impero romano, Milano 1976.
- J.C.Mann, A note on the legion IV Italica, ZPE 126, Bonn.
- E.C.Nischer, The army reforms of Dioclatian and Constantine and their modifications up to the time of the Notitia Dignitatum, Journal of Roman Studies n.13, Londra 1923.
- H.M.D.Parker, The legions of Diocletian and Constantine, in Journal of Roman Studies 23, 1933, Londra.
- Ritterling, Emil,
- S.Runciman, La civilizacion bizantina, Madrid 1942.